# Arde el cielo (canción)
«Arde el cielo» es el segundo sencillo del radio y la decimocuarta canción del álbum en directo Arde el cielo (2008) le pertenece a la banda de rock en español de Maná.

## Vídeo musical
El video musical fue dirigido por Diego González y Tim Zimme.

## Posiciones en las listas
| Listas (2008)                  | Posición |
| ------------------------------ | -------- |
| US Billboard Hot Latin Tracks  | 26       |
| US Billboard Latin Pop Airplay | 14       |
| Venezuela Singles Chart        | 6        |